# Химическо чистене
Химическото чистене е почистващ процес за дрехи и текстили, включващ химически разтворител различен от вода. Съвременният процес на химическото чистене е разработен и патентован от американеца Томас Дженингс.
Най-често за разтворител се използва тетрахлороетен, но понякога се използва и 1,1,1-Трихлороетан.
Повечето естествени тъкани могат да се измият във вода, но някои изкуствени тъкани (например вискоза, лиоцел и купро) реагират слабо с вода и се изчистват най-ефективно с химикали.
Химическото чистене обикновено се извършва в професионални ателиета.

## История
Томас Дженингс изобретява и патентова първи комерсиалния процес на химическото чистене на 3 март 1821 г. Той е и първият афроамериканец с какъвто и да е патент. Едно от първите ателиета за химическо чистене отваря врати в Париж през 1825 г.
Съвременната употреба на неводни разтворители в химическото чистене за премахване на петна от дрехите се появява през 1855 г. Потенциалът на разтворителите на петролна основа е осъзнат от французина Жан Батист Жоли, който започва да предлага нова услуга, позната като nettoyage à sec – „сухо чистене“. Опасения покрай запалимостта на използваните химикали карат Уилям Стодард от Атланта да разработи свой разтворител (уайт спирит) като по-малко запалима алтернатива на петролните разтворители. Употребата на запалими петролни разтворители причинява множество пожари и взривове, което довежда до правителствени регулации върху химическото чистене. След Първата световна война започват да се използват органохлоридни разтворители. Тези разтворители са много по-малко запалими от петролните и чистят по-добре.
Към средата на 1930-те години за химическо чистене вече се използва тетрахлороетен като разтворител. Този химикал има отлични изчистващи свойства, незапалим е и е съвместим с повечето облекла. Тъй като е стабилен, той може и да се рециклира след употреба.

## Механизъм
Химическото чистене избирателно разтваря петната върху артикула. Разтворителите са неполярни и могат да извличат съединенията на петната. В противен случай, такива петна обикновено се разтварят само във водни смеси от перилни препарати при висока температура, което потенциално може да увреди по-фините тъкани. Неполярните разтворители са подходящи за някои тъкани, най-вече естествени такива, тъй като разтворителят не реагира с полярните групи в тъканта. Водата се свързва с тези полярни групи, което води до подуване и разтягане на протеините в тъканите по време на прането. След като водата се премахне от прането, формата на тъканите остава променена, което обикновено води до свиване на облеклото. Неполярните разтворители предотвратяват това явление, защитавайки по-деликатните тъкани.

## Символи
- Сухо чистене
- Химическо чистене, само с въглеводороден разтворител(HCS)
- Нежно почистване с въглеводороден разтворител
- Много нежно почистване с въглеводороден разтворител
- Химическо чистене, само с тетрахлороетен (PCE)
- Нежно почистване с тетрахлороетен
- Много нежно почистване с тетрахлороетен
- Забранено за химическо чистене